# Порецкий, Александр Устинович
Александр Устинович Порецкий (1818—1879) — публицист, журналист, автор стихов для детей, действительный статский советник.

## Биография
Из мещан. Отец Порецкого арендовал у помещика мельницу. Порецкий учился в Пензенской гимназии, по окончании которой (1838) отправился пешком в Казань и поступил в университет на факультет восточных языков. Закончив курс в 1842 году со степенью кандидата, переехал в Петербург, где ему удалось устроиться писцом в канцелярию главного директора Межевого корпуса (1843 год — коллежский секретарь; 1846 год — титулярный советник).
Товарищ Порецкого по гимназии П. М. Цейдлер привлёк его к литературной работе 
Порецкий занимался переводами (преимущественно с французского языка — в том числе Жорж Санд и Поля Феваля) для «Отечественных записок», в которых с 1847 года и до конца 1850-х годов участвовал во «Внутренних известиях», где, отстаивая принципы натуральной школы, помещал библиографические заметки и рецензии на книги по самым различным вопросам, редактировал отделение «Смесь». В 1840-е годах Порецкий сблизился с семейством Майковых и Ф. М. Достоевским, дружба с которым стала главным событием всей его жизни. Благоговейное отношение к таланту писателя и преданное служение ему выразились уже в пору участия Порецкого в кружке «Отечественных записок». Порецкий сотрудничал в журналах «Забавы и рассказы» (1863—1867), «Беседы с детьми: о ремеслах, производствах, произведениях природы и проч.» (1858—1860), «Первая книжка для маленьких деток» (1870) как составитель книжек для детского чтения и автор детских стихов, многие из которых печатались без подписи. Детская песенка на его стихи «Вот попалась, птичка, стой» была чрезвычайно популярна. Подготовил совместно с П. М. Цейдлером словарь, который был запрещён цензурой (1879).
В 1847 году Порецкий был перемещён в Департамент хозяйственных дел Главного управления путей сообщения (столоначальник), в 1852 году занял место секретаря особенной канцелярии главного управляющего путями сообщения. Выйдя в отставку в 1861 году, вскоре вновь поступил на службу начальником инспекторского отдела канцелярии Министерства государственных имуществ, где за 18 лет дослужился до директора департамента и чина действительного статского советника. Одновременно (1864—1870) преподавал русский язык и историю в Доме воспитания для бедных. Помогал начинающим и бедствующим литераторам, в том числе И. С. Никитину, способствуя публикации его стихотворений.
Сотрудничал в журнале «Время» (1861—1862). В 1863 году вместе с Цейдлером основал первый в России дешёвый журнал для народа «Воскресный досуг», в котором проработал около 5 лет, составляя политическую хронику и репортажи о внутренних событиях и временами исполняя редакторские обязанности. Порецкий по приглашению Достоевского был официальным редактором журнала «Эпоха» (1864—1865). В начале 1873 года приглашённый Достоевским в «Гражданин», Порецкий до середины 1877 года вел рубрики «Областное обозрение», «Из текущей жизни», участвовал в сатирической «Последней страничке» и в литературном отделе (в основном анонимно, иногда под псевдонимами: А. П., П., А-р, Е. Былинкин). Настойчиво боролся с бюрократизацией русской жизни, в том числе православной церкви, духовную деградацию общества видел в росте «богатства» за счет «скудости» (1873), в народном пьянстве, эпидемии самоубийств среди молодежи. По словам Достоевского, Порецкий был «одним из нравственнейших людей, подражавших во всем библейским праведникам». Скончался 19-го мая 1879 года в чине действительного статского советника в Петербурге и погребен на Смоленском кладбище.